# Železniční trať Tirana–Drač

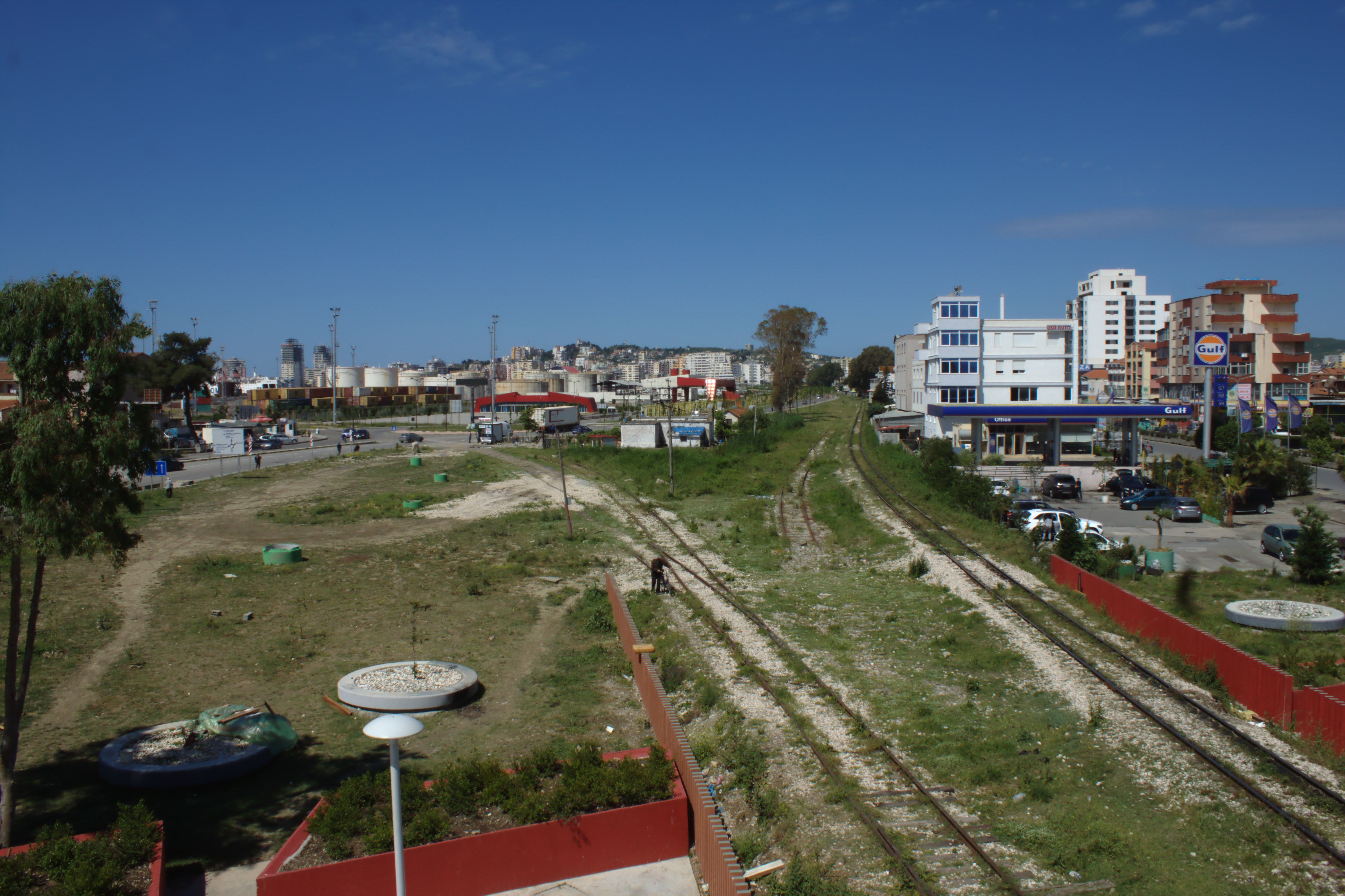
Trať v Drači.

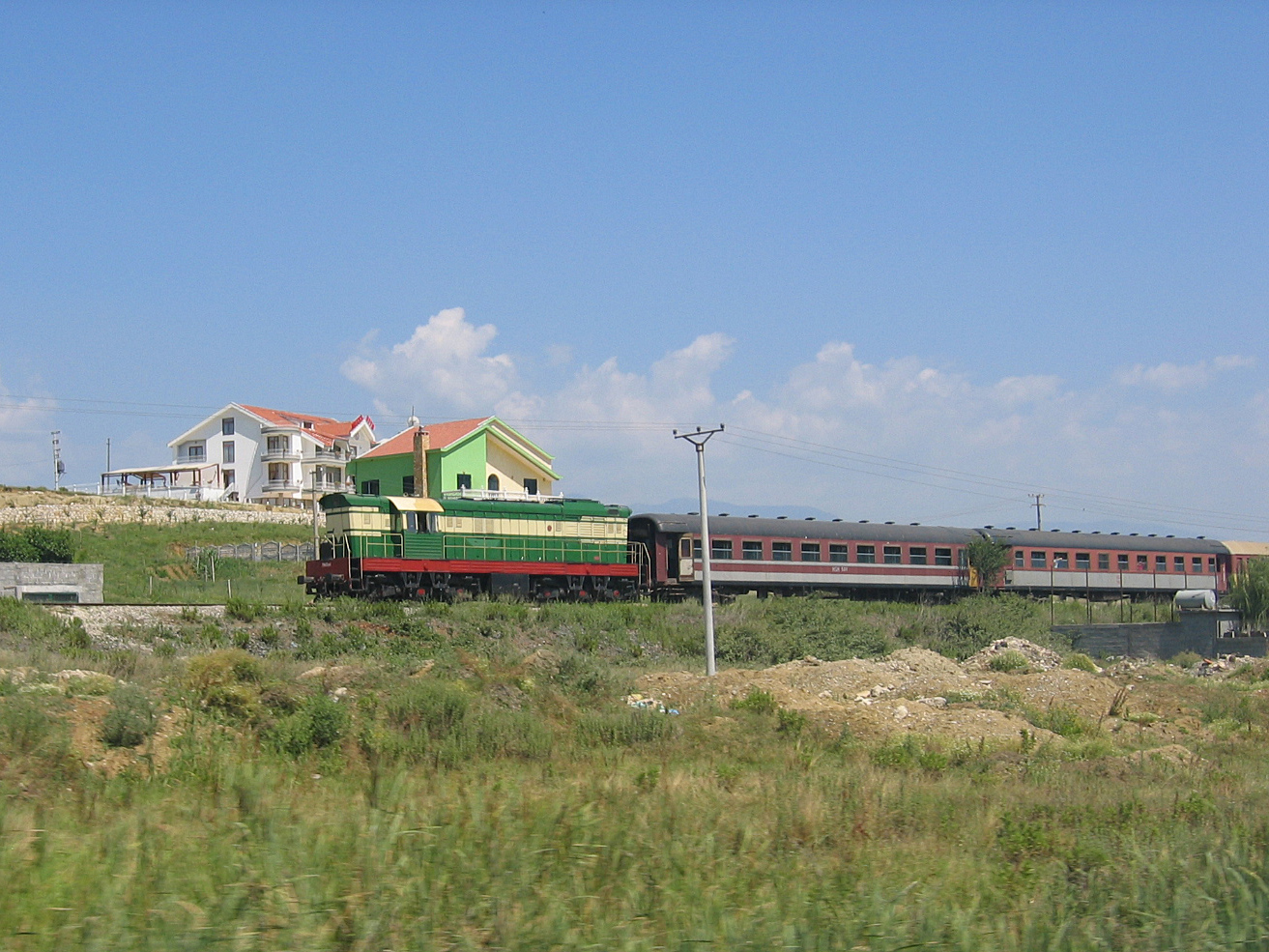
Vlak na trati.

Železniční trať Tirana–Drač (albánsky Hekurudha Tiranë–Durrës) se nachází v střední Albánii a zajišťuje spojení metropole země s nedalekým přístavem. Jednokolejná trať o rozchodu kolejí 1435 mm byla uvedena do provozu v roce 1949 v rámci socialistické výstavby. Dlouhá je 38 km.

## Historie
Až do konce druhé světové války neexistovala v Albánii železniční síť. Fašistická Itálie plánovala výstavbu první železniční trati z Drače do Elbasanu v roce 1940, nicméně plán nebyl realizován. První železniční trať měla vést z Drače, z místního přístavu přes Tiranu do Elbasanu. Trať měly vybudovat čtyři italské společnosti a na výstavbě mělo být nasazeno 6000 lidí. Trať měla za cíl především zajistit dopravu nerostných surovin do přístavu v Drači.
Když se komunisté dostali v roce 1944 v Albánii k moci, rozhodli se zemi zprůmyslnit, což vyžadovalo zajistit i vhodnou dopravní infrastrukturu. Trať mezi dvěma velkými albánskými městy byla vybrána k výstavbě jako první. Vzhledem k nedostatku mechanizace vyžadovala výstavba značné množství lidské síly, která byla zajištěna prostřednictvím dobrovolnických brigád. Výstavba trati trvala pouhý rok. Jednalo se ve své době již o druhou trať v Albánii (první postavená spojovala města Drač a Peqin). 
Na stavbu trati bylo povoláno 29 000 mladých lidí a 1400 techniků. Slavnostně byly stavební práce zahájeny dne 11. dubna 1948. Kromě tisíců studentů však na stavbě pracovali také dobrovolníci z Bulharska a Jugoslávie. Vzhledem k zhoršení vzájemných vztahů se severním sousedem však pomoc, kterou Jugoslávie zaslala, odešla. Jugoslávští inženýři byli obviněni krátce po rozkolu ze sabotáže. Trať pomohli dobudovat technici, které poskytl Sovětský svaz. Trať byla slavnostně otevřena dne 23. února 1949 k 31. výročí vzniku Rudé armády přesně podle plánu.
Trať musela překonat několik přírodních překážek. Nachází se na ní tunel Rrashbull o délce 212 m a most Erzen v délce 91 m. Druhý uveden byl slavnostně dokončen dne 16. října 1948 na narozeniny albánského komunistického vůdce Envera Hodži. Na stavbě tunelu se podílely především pracovní brigády z Bulharska.
Na počátku 21. století procházelo nádraží v Tiraně kompletní přestavbou a železniční doprava tak byla na trati zkrácena do města Vorë. 

## Stanice
- Drač
- Sukth
- Vorë
- Kashar
- Kamëz
- Tirana